# John Bradley-West
John Bradley-West (Mánchester, Inglaterra, 15 de septiembre de 1988) es un actor británico conocido por interpretar a Samwell Tarly en la adaptación televisiva de la serie de novelas de George R.R. Martin, Game of Thrones.

## Primeros años
Estudió en el St. Paul's RC High School y en el Loreto College, y posteriormente se graduó en la escuela de teatro de la Universidad Metropolitana de Mánchester.

## Carrera
En 2010 fue seleccionado para interpretar el papel de Samwell Tarly en la adaptación televisiva de la serie de novelas Canción de hielo y fuego, del escritor George R. R. Martin, producida y emitida por la cadena HBO bajo el título Game of Thrones. Acreditado como invitado en la primera temporada, Bradley pasó a formar parte del elenco principal en la segunda.

## Filmografía

### Televisión
| Año       | Título                 | Rol                            | Notas |
| --------- | ---------------------- | ------------------------------ | --- |
| 2011–2019 | Game of Thrones        | Samwell Tarly                  | Protagonista; 48 episodios Nominated – Screen Actors Guild Award for Outstanding Performance by an Ensemble in a Drama Series (2011, 2013–15) |
| 2011      | Borgia                 | Giovanni di Lorenzo de' Medici | 5 episodios |
| 2012      | Merlin                 | Tyr Seward                     | Episodio: "A Lesson in Vengeance" |
| 2012      | Shameless              | Wesley                         | 2 episodios |
| 2024      | The Three-Body Problem | Jack Rooney                    | 3 episodios |

### Cine
| Año  | Título                | Rol                | Notas         |
| ---- | --------------------- | ------------------ | ------------- |
| 2012 | Anna Karenina         | Príncipe austriaco | sin acreditar |
| 2015 | Traders               | Vernon Stynes      |               |
| 2015 | Man Up                | Andrew             | sin acreditar |
| 2016 | Grimsby               | Fan                |               |
| 2016 | Roger                 | Roy                | Cortometraje  |
| 2016 | The Last Dragonslayer | Gordon             |               |
| 2017 | American Satan        | Ricky Rollins      |               |
| 2017 | Patient Zero          | Scooter            |               |
| 2022 | Moonfall              | K.C. Houseman      |               |
| 2022 | Marry Me              | Collin Calloway    |               |